# Pseudovolucella sinepollex
Pseudovolucella sinepollex är en tvåvingeart som beskrevs av Reemer och Heikki Hippa 2008. Pseudovolucella sinepollex ingår i släktet Pseudovolucella och familjen blomflugor. Inga underarter finns listade i Catalogue of Life.